# クロロとゆめな
クロロとゆめなは栃木県那須町の黒田原地域のご当地マスコットキャラクター。
馬のキャラクターがクロロ、女性のキャラクターがゆめなである。

## 概要
年間500万人の観光客が訪れる那須町の中で、役場や商工会がある中心地の地域活性化のために、黒田原地域の商工会員らが中心となって検討委員会を設置。黒田原地域資源活用事業としてイメージキャラクターづくりに取り組み、2010年11月に誕生。
過去に同地域で実際に行われていた馬市場（明治 - 昭和40年代頃）があり、馬止め石なども地域に数多く残っていること、また地域の農耕馬「那須駒」が活躍していたことから、馬とその世話役の女の子というイメージキャラクターを採用した。
キャラクターの名前は那須町の中学生らから募集をしてつけられた。デザインは同企画の中心となった広告代理店の社員で、元漫画家の吉川雅之。

## キャラ詳細
クロロ
- 那須駒という農耕馬がモチーフで、黒田原生まれの男の子。
- イベントでは、パントマイム・マジックなど様々なパフォーマンスをしている。
- 得意楽器はドラム。

ゆめな
- クロロの世話役で、ツインテールにオーバーオールが特徴の元気な女の子。
- イベントではクロロの世話役として、クロロのアテンドから撮影の手伝いを行う。

ゆめなシスターズ
- 現在公式発表しているのは2名。いずれも、ゆめなの姉と妹。
- ゆめか（姉）は緑のパーカー。ゆめの（妹）はピンクのパーカーを着用している。
- ゆめかは司会や物販。ゆめのは楽曲に参加するなど、それぞれ活動している。
- 2019年4月にゆめのがゆめなを襲名した事により、ゆめのポジションは空席となった。
- 2022年2月に新たに二代目ゆめのが就任。

## 来歴
- 2010年11月 - 那須町黒田原マスコットキャラクター「クロロとゆめな」がイラストで誕生。馬のキャラクターと世話役の女の子の名前は那須町の中学生から募集し、587名の応募の中「クロロ」と「ゆめな」に決定。
- 2012年11月 - 「クロロ」11月3日黒田原誕生祭に初登場。
- 2013年6月 - 黒田原ウェルカムガールとしてクロロの世話役「ゆめな」を２名募集。
- 2013年8月 - 「クロロ」(社)日本ご当地キャラクター協会に加入。
- 2013年9月 
  - 「クロロ」が栃木県のとちキャラーズに加入。
  - 「クロロ」が那須町の公認キャラクターに認定。(9月25日)
  - 「ゆめな」2名が那須九尾まつりに初登場し活動開始。
- 2013年9月 - 「クロロ」ゆるキャラグランプリに初参戦。(1,580エントリー中810位)
- 2013年11月 - 「クロロ」と「WELCOME TOだっぱら」のチェンソーアートを黒田原駅の待合室に11月3日の黒田原誕生祭・駅からハイキングから設置。
- 2014年5月 - 「クロロ」ご当地キャラ情報局ホームページに掲載。
- 2014年8月
  - クロロとゆめな、キャラクターソングCD「クロロとゆめな～未来へ～」「自転車日和」発売。
  - 「クロロ」ゆるキャラグランプリに参戦。(1,699エントリー中933位)
- 2015年6月 - 「ゆめな」二代目初登場。
- 2016年5月 - 「ゆめな単独写真集」発売イベント開催。
- 2016年11月 - 「クロロとゆめな THE MOVIE～ツナガルミライ～」思川映画祭にて公開。
- 2017年1月 - 宇都宮PARCOにて期間限定ポップアップ展を開催。
- 2017年5月 - クロロとゆめな、ニューシングル「あのお気に入りの場所で。」「ゆめいろ。」発売。
- 2017年11月
  - クロロとゆめなデザインのラッピングカー初お披露目。
  - クロロとゆめな単独でベトナム遠征。
- 2018年5月
  - クロロとゆめな、ミニアルバム「Break away（那須ブラーゼン公認ソング）」発売。
  - ゆめなシスターズとして、妹「ゆめの」姉「ゆめか」公式発表。
- 2019年3月 - 「ゆめな」二代目が3月末をもって卒業。3月30日には卒業式＆就任式が那須町文化センターにて執り行われた[3]。
- 2019年4月 - 「ゆめな」三代目が始動。（三代目は妹「ゆめの」が就任）
- 2021年11月 ‐ 三代目ゆめなとしては初の新曲「Sun Crescendo」の発表。
- 2022年2月 ‐ ゆめなの妹分として、二代目の「ゆめの」が登場。
- 2022年5月 ‐ 「ゆめな」三代目が正式に卒業。5月4日には卒業式が執り行われる。

## グッズ展開
- キャラクターソングCD
- 写真集「あのお気に入りの場所へ。」
- シングル「あのお気に入りの場所で。」「ゆめいろ。」
- ミニアルバム「Break away（那須ブラーゼン公認ソング）」

その他、缶バッジ、生写真、地元企業とコラボした缶パンなどさまざまな商品を手掛けている。
既に売り切れのため販売終了しているものも多々。

## メディア出演
- 下野新聞のキャラクターWEB年賀状2014年、2015年、2016年、2017年に掲載。
- 2013年12月22日 - TBSテレビ アッコにおまかせ!に出演し「おまかせ！ゆるキャラダービー」クロロが第1レースで１着[4]。
- 2014年1月1日 - 日本テレビ 新春ZIP!に出演し「ゆる馬ダービー2014」クロロが障害物レースを制して優勝[5]。
- 2014年4月 - とちぎテレビ わいわいボックス ご当地自慢コンテストに出演。
- 2015年4月 - ご当地応援番組・ご当地あいちぃふれあい旅～那須町～に出演。
- 2016年5月31日 - 下野新聞にて、写真集の販売が紹介される。
- 2016年6月8日 - 栃木放送 シモツカルに出演。
- 2016年11月 - 栃木県塩谷町の広報にてゆめなが表紙を飾る。
- 2016年11月17日 - 下野新聞にて、クロロとゆめなの短編映画が紹介される。
- 2017年1月27日 - 産経新聞にて、クロロとゆめなの短編映画が紹介される。
- 2017年3月7日 - BS Japan 7ch 空から日本を見てみよう に出演。
- 2017年5月9日 - RADIO BERRY 火曜BEAT に出演。
- 2017年5月14日 - 下野新聞 まちなか便りにて、アニメフェスタでのライブ活動が紹介される。
- 2017年7月12日 - CRT栃木放送 9時までよろしいでしょうか？に出演。
- 2017年8月15日 - タウン情報誌「もんみや　9月号」ランチ特集にて、クロロとゆめなが那須町のおすすめランチを紹介。
- 2017年10月20日 - 産経新聞にて、クロロとゆめなのラッピングカーについて紹介される。
- 2017年12月17日 - 産経新聞にて、ベトナム遠征の活動が紹介される。
- 2017年12月22日 - 下野新聞にて、ベトナム遠征の活動が紹介される。
- 2018年3月20日 - 下野新聞にて、地元の子供たちと取り組んだCDレコーディングが紹介される。
- 2018年4月 - 日本テレビ「石ちゃん&美女軍団 日光最高ご馳走ツアー」に出演。
- 2018年5月8日 - 産経新聞にて、ミニアルバム発売イベントについて紹介される。
- 2018年6月 - ソトコト　7月号に黒田原のキャラクターとして登場。
- 2018年7月12日 - とちぎテレビ「カミナリのチャリ旅」に出演。
- 2018年11月27日 - 下野新聞にて、黒田原のネットラジオ、だっぱラジオの活動が紹介される（ゆめな写真掲載）。
- 2019年4月1日 - 下野新聞にて、ゆめなの卒業式及び就任式が紹介される。

その他、黒田原のネットラジオ、だっぱラジオに月に一度出演するなど、さまざまなメディアに登場している。